# 悪霊病棟
『悪霊病棟』（あくりょうびょうとう）は、毎日放送（MBS）制作、TBS系列で2013年7月18日から9月26日まで木曜深夜ドラマ枠で放送された日本のテレビドラマ。主演は夏帆。

## あらすじ
尾神琉奈は2年間の心療治療を終え、来門市（きもんし）の隅川病院での勤務を始めたナースである。隅川病院には老朽化のため閉鎖されている旧病棟があるが、そこはかつて様々な怪奇現象が起こったことからお化け屋敷と噂されていた。旧病棟の最上階で琉奈は強い恐怖を体験する。その後、彼女の周りで次々と怪奇現象が起こりはじめる。

## キャスト

### 隈川病院
尾神 琉奈〈24〉（おがみ るな）
演 - 夏帆
死人の姿を見る特殊能力を持った看護師。性格は内向的で陰のある女性。愛美とは学生時代からの親友で頼りにしており、彼女の前では明るい一面を見せる。隈川病院旧病棟の最上階で謎の存在と接触した後、周囲で怪奇現象が起こり始める。後に朝陽と恋仲で付き合っている。
隈川 朝陽〈26〉（くまかわ あさひ）
演 - 大和田健介
研修医。隈川院長の息子。父から旧病棟の最上階に近づくことを固く禁じられていた。
木藤 純子〈32〉（きとう じゅんこ）
演 - 森脇英理子
看護主任。ナースたちを厳しく指導、統率する。琉奈と怪奇現象のつながりに不審を感じ始める。
鈴木 彩香〈22〉（すずき あやか）
演 - 川上ジュリア
ナース。入院患者の石川と親しく接する。
三鷹 亮子〈28〉（みたか りょうこ）
演 - 菊井亜希
ナース。
間米 美保〈27〉（まごめ みほ）
演 - 嶋﨑亜美
ナース。
常磐 舞〈27〉（ときわ まい）
演 - 野口聖古
ナース。
佐々木 千尋〈21〉（ささき ちひろ）
演 - 伊波麻央
ナース。
隈川 圭太〈56〉（くまかわ けいた）
演 - 春田純一
隈川病院の院長。朝陽の父。旧病棟の過去を知る人物。
石川 勲〈76〉（いしかわ いさお）
演 - 高橋長英
元カメラマン。12号室の入院患者。自らの撮影した彩香の写真に発生した怪異に追い詰められるように、心不全で死去。
テヒ〈20〉
演 - Lizzy（AFTERSCHOOL）
入院患者。韓国人留学生。病院内の怪異を目撃し、その恐怖から転院する。

### 丑寅プロダクション
斑目 和也〈40〉（まだらめ かずや）
演 - 鈴木一真
ディレクター。 愛美の上司。かつてはテレビ局の情報番組を担当していたが視聴率が低迷し、地方の零細プロダクションに左遷させられた。中央に返り咲くために、隈川病院の怪異の裏付けをとることに力を注ぐ。
坂井 愛美〈24〉（さかい まなみ）
演 - 高田里穂
アシスタントディレクター（AD）。琉奈とは中学時代からの親友。琉奈を通して隈川病院の怪異を取材しようとするが、自ら怪異に巻き込まれる。

### その他
尾神 辰男〈60〉（おがみ たつお）
演 - 嶋田久作
琉奈の父。
氏名不詳（琉奈の母）
演 - 三輪ひとみ
乳がんで死去。琉奈には伏せられていたが、強い力をもつ能力者だった。琉奈の素質を見抜いていたが、辰男には「琉奈には普通の人生を歩ませてほしい」との遺言を残した。
楠山 冴子 （くすやま さえこ）
演 - 田中明
琉奈・愛美の中学時代の同級生。登校中の事故で死去。
宮守 元吉（みやもり げんきち）
演 - 麿赤兒（特別出演）
隈川病院が設立される前の診療所を作った医師。教え子だった隈川信兵衛によって死へと追いやられ、診療所を乗っ取られる。
宮守 キヌ （みやもり きぬ）
演 - 桜井ユキ
元吉の妻。過去に来門市に蔓延した奇病「黒い歯の呪い」におかされ、隈川信兵衛に恨みを抱きながら亡くなり、その後隈川家を末代まで呪い殺すために隈川病院に憑りつく。
祓い師の力で隈川病院旧病棟最上階に封印されていた隠し部屋から琉奈の霊能力を借りて飛び出した。

## スタッフ
- ホラープロジェクト原案 - 五味弘文（お化け屋敷プロデューサー）
- 総監督 - 鶴田法男
- 脚本 - 鶴田法男、鈴木謙一、酒巻浩史
- 音楽 - 遠藤浩二
- 監督 - 鶴田法男、竹園元、内藤瑛亮
- 主題歌 - Acid Black Cherry「Greed Greed Greed」（motorod）
- 撮影 - 神田創
- 照明 - 丸山和志
- 助監督 - 長尾楽
- 脚本協力 - 穂科エミ
- 演出協力 - 内藤瑛亮、竹園元
- VFX - 齊藤隆明
- タイトルデザイン協力 - CALF
- 医療看護指導 - 依田茂樹
- アクション指導 - 下村勇二、内ヶ崎ツトム
- 特殊メイク・造型 - 中田彰輝
- 劇中動画協力 - 川松尚良
- 劇中ウェブサイト作成 - 中村公彦
- 撮影協力 - 富士市立中央病院
- プロデューサー - 芝野昌之、猛蒼太、西ヶ谷寿一
- ラインプロデューサー - 田中誠一
- アソシエイトプロデューサー - 藤村健一、小室直子
- アシスタントプロデューサー - 貞木優子
- ホラープロジェクト - 2013「黒い歯」
- ホラープロジェクト統括 - 荒井丈介
- 製作委員会 - 山越寛和、三浦謙介、中島真理子、日笠賢治、首藤明日香
- 制作 - 日活、ジャンゴフィルム
- 製作著作 - エイベックス・エンタテインメント、MBS

## 放送日程
| 話数   | 放送日  | サブタイトル     | 脚本                       | 監督     |
| ------ | ------- | ---------------- | -------------------------- | -------- |
| 第一話 | 7月18日 | 霊の蠢く病院     | 鶴田法男 鈴木謙一          | 鶴田法男 |
| 第二話 | 7月25日 | あの世からの囁き | 鶴田法男 鈴木謙一          | 鶴田法男 |
| 第三話 | 8月01日 | 地を這う心霊写真 | 酒巻浩史 鶴田法男 鈴木謙一 | 竹園元   |
| 第四話 | 8月08日 | 禍を呼ぶ女       | 鶴田法男 鈴木謙一          | 竹園元   |
| 第五話 | 8月22日 | 纏わりつく幽鬼   | 鶴田法男 鈴木謙一          | 内藤瑛亮 |
| 第六話 | 8月29日 | 呻く心霊動画     | 鶴田法男 鈴木謙一          | 内藤瑛亮 |
| 第七話 | 9月05日 | 憑依の咆哮       | 酒巻浩史 鈴木謙一 鶴田法男 | 鶴田法男 |
| 第八話 | 9月12日 | 怨嗟の叫喚       | 酒巻浩史 鈴木謙一 鶴田法男 | 鶴田法男 |
| 第九話 | 9月19日 | 徘徊する魑魅魍魎 | 鈴木謙一 酒巻浩史          | 鶴田法男 |
| 最終話 | 9月26日 | 妖魔の終焉       | 鶴田法男 鈴木謙一          | 鶴田法男 |

### 備考
- 以下はTBSの放送時間変更を記載する。
  - 第1・2・7話は25:14 - 25:44に放送。第3話は25:19 - 25:49に放送。第4話は25:09 - 25:39に放送。
  - 8月15日は『世界陸上モスクワ2013』放送のため休止。

## ネット局
| 放送地域       | 放送局         | 系列           | 放送期間                 | 放送日時           | ナビ番組放送日時      | 備考        |
| -------------- | -------------- | -------------- | ------------------------ | ------------------ | --------------------- | ----------- |
| 近畿広域圏     | 毎日放送       | TBS系列        | 2013年7月18日 - 9月26日  | 木曜 24:59 - 25:29 | 7月11日 24:59 - 25:29 | 制作局      |
| 関東広域圏     | TBSテレビ      | TBS系列        | 2013年7月18日 - 9月26日  | 木曜 24:58 - 25:28 | 7月11日 24:59 - 25:29 | 1分先行     |
| 山梨県         | テレビ山梨     | TBS系列        | 2013年7月19日 - 9月27日  | 金曜 25:55 - 26:25 | 7月12日 25:55 - 26:25 | 1日遅れ     |
| 中京広域圏     | 中部日本放送   | TBS系列        | 2013年7月22日 - 9月30日  | 月曜 24:58 - 25:28 | 7月15日 24:58 - 25:28 | 4日遅れ     |
| 岡山県・香川県 | 山陽放送       | TBS系列        | 2013年7月24日 - 10月2日  | 水曜 25:23 - 25:53 |                       | 6日遅れ     |
| 福島県         | テレビユー福島 | TBS系列        | 2013年7月27日 - 10月12日 | 土曜 26:43 - 27:13 |                       | 9日遅れ     |
| 山形県         | テレビユー山形 | TBS系列        | 2013年7月31日 - 10月9日  | 水曜 25:28 - 25:58 | 7月24日 24:58 - 25:28 | 13日遅れ    |
| 秋田県         | 秋田放送       | 日本テレビ系列 | 2013年8月3日 - 10月12日  | 土曜 25:50 - 26:20 |                       | 16日遅れ    |
| 岩手県         | IBC岩手放送    | TBS系列        | 2013年8月6日 - 10月15日  | 火曜 26:28 - 26:58 |                       | 19日遅れ    |
| 大分県         | 大分放送       | TBS系列        | 2014年6月15日 - 8月17日  | 日曜 24:50 - 25:20 |                       | 332日遅れ   |
| 高知県         | テレビ高知     | TBS系列        | 2014年7月25日 - 8月22日  | 金曜 24:20 - 25:20 |                       | 2話連続放送 |
| 北海道         | 北海道放送     | TBS系列        | 2015年7月5日 - 9月13日   | 日曜 24:56 - 25:26 |                       | 2年遅れ     |